# Nam Thái Ninh, Hưng Yên
Nam Thái Ninh là một xã thuộc tỉnh Hưng Yên, Việt Nam.

## Địa lý
Xã Nam Thái Ninh nằm ở phía đông nam của tỉnh Hưng Yên, có vị trí địa lý:
- Phía đông giáp xã Đông Thái Ninh và Đông Tiền Hải.
- Phía nam giáp xã Tiền Hải và xã Lê Lợi.
- Phía tây giáp xã Trà Giang.
- Phía bắc giáp xã Bắc Thái Ninh và xã Thái Ninh.

## Lịch sử
Ngày 16 tháng 6 năm 2025, Ủy ban Thường vụ Quốc hội ban hành Nghị quyết số 1666/NQ-UBTVQH15 về việc sắp xếp các đơn vị hành chính cấp xã của tỉnh Hưng Yên năm 2025. Theo đó, sắp xếp toàn bộ diện tích tự nhiên, quy mô dân số của các xã Thái Thọ, Thái Thịnh và Thuần Thành thành xã mới có tên gọi là xã Nam Thái Ninh.